# Karolinger
För de svenska soldaterna under kungarna Karl XI och Karl XII, se Karoliner.

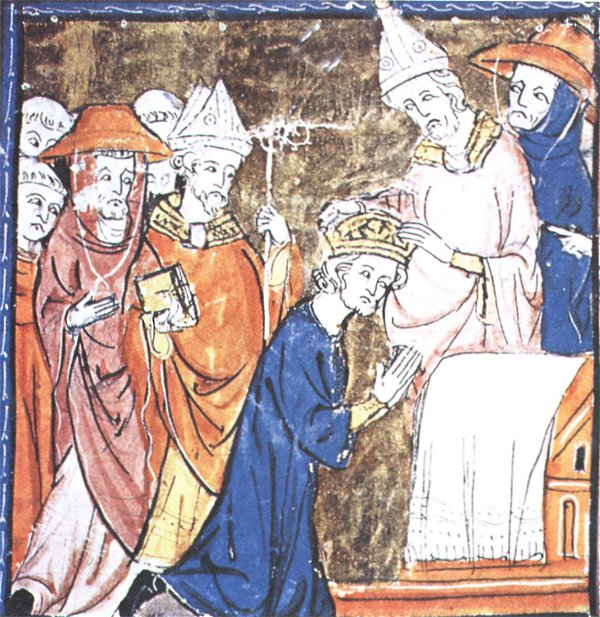
Påve Leo III kröner Karl den store till kejsare.

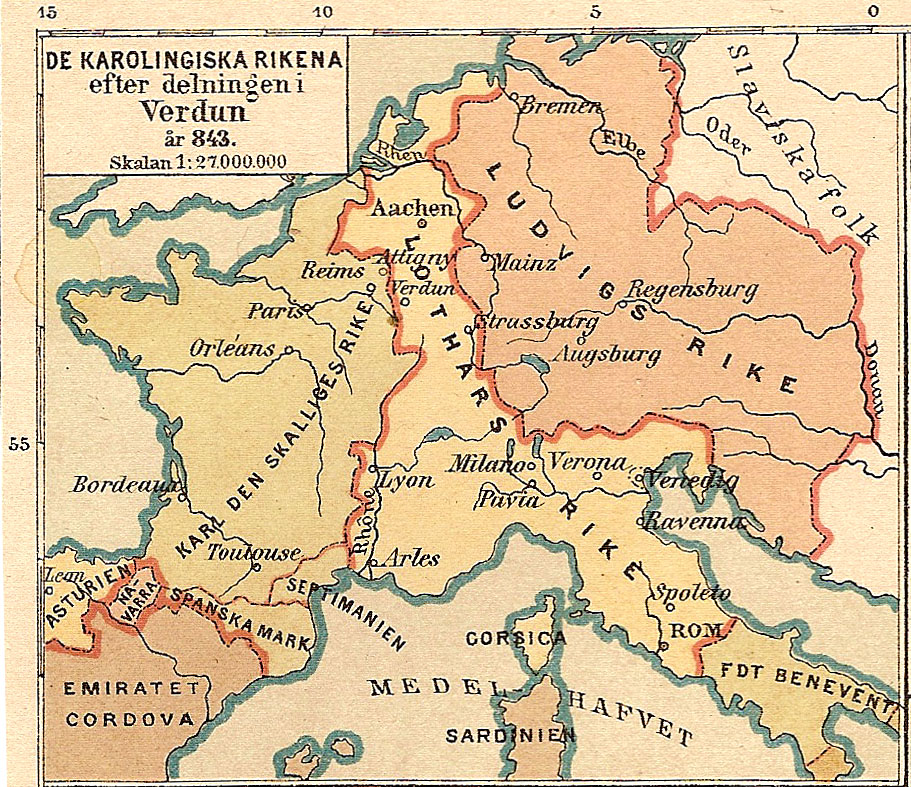
Historisk karta över de karolingiska rikena efter delningen i Verdun år 843.

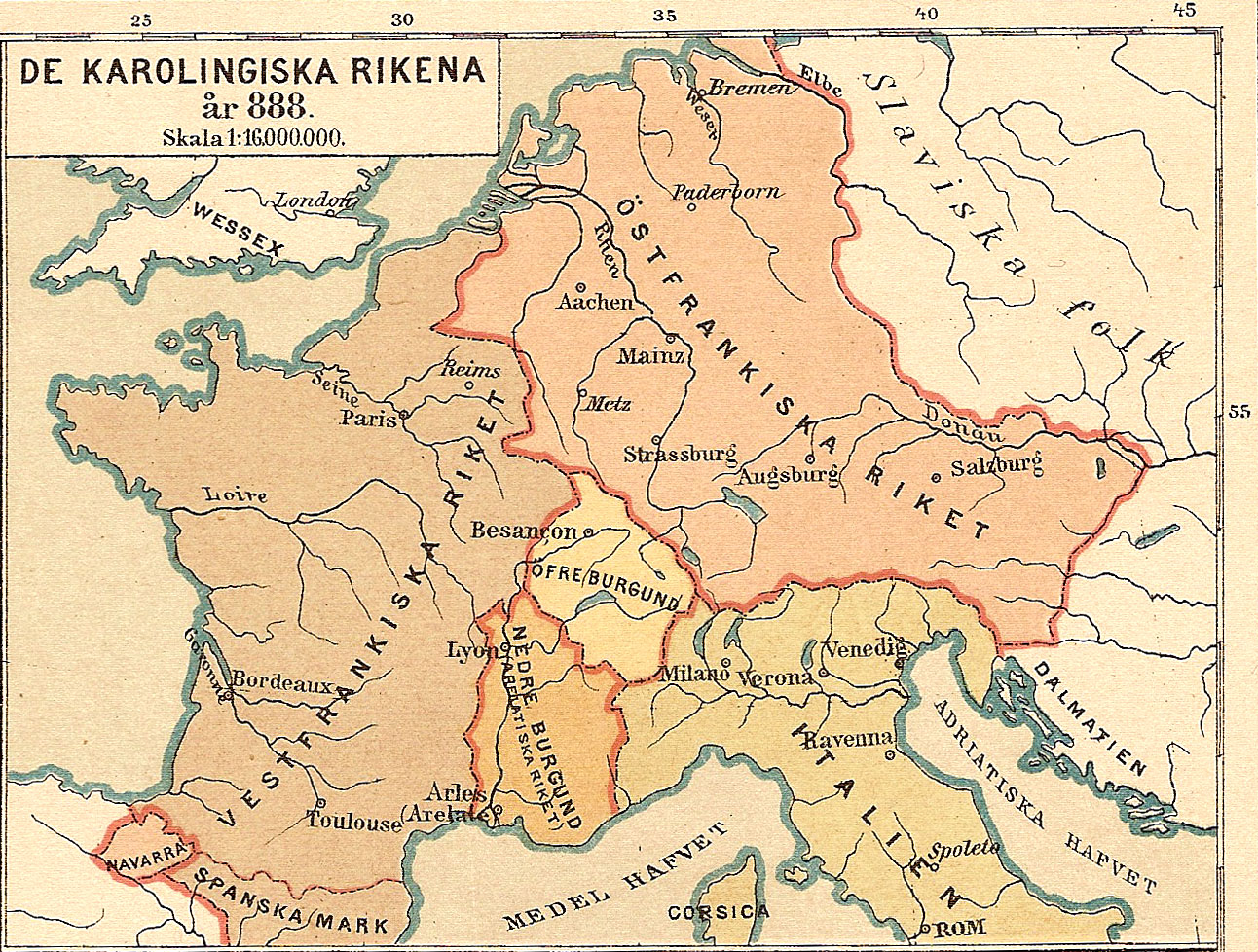
Historisk karta över de karolingiska rikena år 888.

Karolingerna (latin: Carolus, Karl) var en frankisk ätt som övertog makten i frankerriket från merovingerna år 751 och härskade i och omkring dagens Frankrike under 700–900-talen. Av detta kallas frankerriket även för karolingiska riket under denna period, senare även karolingiska imperiet efter att Karl den store krönts till romersk kejsare julen 800.
Ätten anses allmänt ha grundats av Arnulf av Metz, biskop i Metz i början av 600-talet, en viktig maktfaktor i de merovingiska kungadömena. Pippin av Herstal, maior domus i Austrasien, efterträddes av sin son Karl Martell, i sin tur far till Pippin den lille. Denne Pippin lyckades utmanövrera den siste merovingiske kungen Childerik III och själv inta kungatronen efter att ha använt sin position som maior domus till att vinna stöd hos många ledande adelsmän och även hos påven. Pippins son Karl den store blev frankernas kung 768 och kröntes till kejsare av påven Leo III år 800.
I enlighet med fördraget i Verdun 843 delades det frankiska riket upp i tre riken som alla till en början behärskades av karolinger.
- I väst, i det rike som senare blev Frankrike, härskade karolingerna ända till 987 då en annan ätt, capetingerna, övertog kungatronen.
- I öst, i det rike som blev det tysk-romerska riket, härskade karolingerna fram till Ludvig barnets död 911 då de efterträddes av, först Konrad I några år, och sedan de saxiska ottonerna där Henrik I av Sachsen var den första kungen i dynastin.
- I riket mellan dessa två riken, norra Italien och Lotharingia (ungefär motsvarande dagens Nederländerna, Belgien, Rhenlandet, Lorraine och Alsace), härskade karolingerna fram till 887 varefter, enligt fördraget i Meerssen 870, riket delades mellan de väst- och östfrankiska rikena.